# یوزف مینر
یوزف مینر (آلمانی: Josef Miner; ۱ فوریهٔ ۱۹۱۱ – ۱ ژانویهٔ ۱۹۴۴) بوکسور اهل آلمان بود.